# Los cuatro finalistas: baile
Los cuatro finalistas: baile fue un programa de concurso de televisión peruana de baile y un spin-off del programa original Los cuatro finalistas. Se estrenó el 24 de agosto de 2018 bajo la conducción de Cristian Rivero y Jazmín Pinedo.
El formato del programa es similar a la competencia original, reemplazando a los cantantes por parejas de bailes de diferentes géneros y especialidades.
El jurado está compuesto por Pachi Valle Riestra, Belén Estévez, Marco Zunino y Tilsa Lozano.

## Formato
La competencia inicia con cuatro parejas de baile, conocidos como finalistas. Cada semana, nuevas parejas retadoras llegarán a presentarse. El jurado mediante sus votos decide si la pareja es merecedora de pasar a retar a uno de los finalistas establecidos. De obtener la aprobación unánime del jurado, la pareja pasará a una batalla contra la pareja finalista de su elección. El retador deberá presentar un nuevo número y la pareja finalista a su vez, deberá bailar para defender su permanencia. Al fin de ambas presentaciones, la audiencia tiene un minuto y medio para votar por medio de la aplicación móvil de Latina y darle su voto a su favorito. Si gana la pareja retadora, esta toma el lugar de la pareja finalista y la elimina de la competencia y por el contrario, si la pareja finalista obtiene más votos del público, la pareja retadora es eliminada y la pareja finalista se mantiene inmune a ser retada nuevamente por esa fecha.
En la semifinal de la competencia, los mejores retadores y finalistas derrocados de la temporada vuelven a una fecha de repechaje mientras que en la gala final, las cuatro parejas finalistas se baten a duelo entre sí.

## Temporadas
| Temporada | Primera emisión      | Última emisión        | Ganadores                     | Segundo lugar          | Otros finalistas                  |
| 1         | 24 de agosto de 2018 | 27 de octubre de 2018 | Karla Valentín y Carlos Antón | Maru Piró y Lucas Piró | Derek Castañeda y Ángel Marroquín |
| 1         | 24 de agosto de 2018 | 27 de octubre de 2018 | Karla Valentín y Carlos Antón | Maru Piró y Lucas Piró | Alejandra Sánchez y Pedro Ibáñez  |

## Resumen de las temporadas
La primera temporada de Los Cuatro Finalistas: Baile se estrenó el 24 de agosto y finalizó el 27 de octubre de 2018.

### Primera temporada

#### Etapa de batallas por la silla (24 de agosto - 13 de octubre)
| Los Cuatro Finalistas      | Los Cuatro Finalistas      | Los Cuatro Finalistas            | Los Cuatro Finalistas              | Los Cuatro Finalistas          | Los Cuatro Finalistas                |
| Programa                   | Grupo                      | Participantes                    | Participantes                      | Participantes                  | Participantes                        |
| Programa                   | Grupo                      | Silla 1                          | Silla 2                            | Silla 3                        | Silla 4                              |
| -------------------------- | -------------------------- | -------------------------------- | ---------------------------------- | ------------------------------ | ------------------------------------ |
| 24 de agosto               | Finalistas originales      | Oreykel Hidalgo y Johnny Botero  | Manuela Calle y Jorge Ávila        | Maru Piró y Lucas Piró         | Karen Tokashiki y Jimmy García       |
| 25 de agosto               | 2.os Finalistas            | Oreykel Hidalgo y Johnny Botero  | Manuela Calle y Jorge Ávila        | Maru Piró y Lucas Piró         | Claire Neyra y George Neyra          |
| 31 de agosto               | 3.os Finalistas            | Oreykel Hidalgo y Johnny Botero  | Manuela Calle y Jorge Ávila        | Maru Piró y Lucas Piró         | Estefanía Vásquez y Edmundo Vásquez  |
| 1 de septiembre            | 4.os Finalistas            | Kiara Gatica y Hernán Muñoz      | Karla Valentín y Carlos Antón      | Maru Piró y Lucas Piró         | Gabriela Herrera y Patricio Quiñones |
| 7 de septiembre            | 5.os Finalistas            | Alejandra Sánchez y Pedro Ibáñez | Derek Castañeda y Ángel Marroquín  | Maru Piró y Lucas Piró         | Gabriela Herrera y Patricio Quiñones |
| 8 de septiembre            | 6.os finalistas            | Alejandra Sánchez y Pedro Ibáñez | Derek Castañeda y Ángel Marroquín  | Maru Piró y Lucas Piró         | Gabriela Herrera y Patricio Quiñones |
| 15 de septiembre           | 7.os finalistas            | Alejandra Sánchez y Pedro Ibáñez | Luis Felipe Yupanqui y Guty Rivera | Maru Piró y Lucas Piró         | "Los Enmascarados"                   |
| 21 de septiembre           | 8.os finalistas            | Alejandra Sánchez y Pedro Ibáñez | Luis Felipe Yupanqui y Guty Rivera | Maru Piró y Lucas Piró         | Luis Sánchez y Axel Barrios          |
| 22 de septiembre           | 9.os finalistas            | Alejandra Sánchez y Pedro Ibáñez | Naidubis Ferrer y Lermagd Álvarez  | Maru Piró y Lucas Piró         | Luis Sánchez y Axel Barrios          |
| 28 de septiembre           | 10.os finalistas           | Alejandra Sánchez y Pedro Ibáñez | Naidubis Ferrer y Lermagd Álvarez  | Maru Piró y Lucas Piró         | Alejandra Montenegro y Joel Fuentes  |
| 29 de septiembre           | 11.os finalistas           | Alejandra Sánchez y Pedro Ibáñez | Naidubis Ferrer y Lermagd Álvarez  | Maru Piró y Lucas Piró         | Karla Valer y Daniel Agüero          |
| 5 de octubre               | 12.os finalistas           | Alejandra Sánchez y Pedro Ibáñez | Naidubis Ferrer y Lermagd Álvarez  | Yamila Molina y Marcio Pereyra | Karla Valer y Daniel Agüero          |
| 6 de octubre               | 13.os finalistas           | Alejandra Sánchez y Pedro Ibáñez | Naidubis Ferrer y Lermagd Álvarez  | Yamila Molina y Marcio Pereyra | Karla Valer y Daniel Agüero          |
| 12 de octubre              | 14.os finalistas           | Alejandra Sánchez y Pedro Ibáñez | Martha Muñoz y Eder Campos         | Gino Muñate y Creiven Landeras | Karla Valer y Daniel Agüero          |
| 13 de octubre              | 15.os finalistas           | Alejandra Sánchez y Pedro Ibáñez | Estefanía y Jorge                  | Pamela Valle y Willian Maggio  | Karla Valer y Daniel Agüero          |
| Clasificados a semifinales | Clasificados a semifinales | Alejandra Sánchez y Pedro Ibáñez | Kathy y Kevin                      | Lisette Martell y Diego Alza   | Karla Valer y Daniel Agüero          |

#### Etapa de revancha (19 y 20 de octubre)
En las fechas del viernes 19 y sábado 20 de octubre, quince parejas participantes (entre retadores y antiguos finalistas) regresaron a luchar por un cupo en la semifinal del programa. La pareja conformada por Claire y George Neyra fue la única que se presentó en ambas fechas: a pesar de ser eliminados el viernes 19 de octubre, ganaron un cupo adicional para el sábado 20 de octubre producto de un repechaje entre las 4 parejas eliminadas en la primera batalla por decisión del jurado.
| Fecha                 | Primera batalla                   | Segunda batalla                   | Clasificados a semifinales        |
| --------------------- | --------------------------------- | --------------------------------- | --------------------------------- |
| Viernes 19 de octubre | Gerson y Joel                     | Gerson y Joel                     | Luis Sánchez y Axel Barrios       |
| Viernes 19 de octubre | Claire Neyra y George Neyra       | Gerson y Joel                     | Luis Sánchez y Axel Barrios       |
| Viernes 19 de octubre | Tier Vivanco y Ray Cárdenas       | Luis Sánchez y Axel Barrios       | Luis Sánchez y Axel Barrios       |
| Viernes 19 de octubre | Luis Sánchez y Axel Barrios       | Luis Sánchez y Axel Barrios       | Luis Sánchez y Axel Barrios       |
| Viernes 19 de octubre | Pamela Valle y Willian Maggio     | Teresa y Andy                     | Maru Piró y Lucas Piró            |
| Viernes 19 de octubre | Teresa y Andy                     | Teresa y Andy                     | Maru Piró y Lucas Piró            |
| Viernes 19 de octubre | Yamila Molina y Marcio Pereyra    | Maru Piró y Lucas Piró            | Maru Piró y Lucas Piró            |
| Viernes 19 de octubre | Maru Piró y Lucas Piró            | Maru Piró y Lucas Piró            | Maru Piró y Lucas Piró            |
| Sábado 20 de octubre  | Martha Muñoz y Eder Campos        | Naidubis Ferrer y Lermagd Álvarez | Derek Castañeda y Ángel Marroquín |
| Sábado 20 de octubre  | Naidubis Ferrer y Lermagd Álvarez | Naidubis Ferrer y Lermagd Álvarez | Derek Castañeda y Ángel Marroquín |
| Sábado 20 de octubre  | Derek Castañeda y Ángel Marroquín | Derek Castañeda y Ángel Marroquín | Derek Castañeda y Ángel Marroquín |
| Sábado 20 de octubre  | Anel Granda y Luis Escobal        | Derek Castañeda y Ángel Marroquín | Derek Castañeda y Ángel Marroquín |
| Sábado 20 de octubre  | Gino Muñante y Creiven Landeras   | Gino Muñante y Creiven            | Karla Valentín y Carlos Antón     |
| Sábado 20 de octubre  | Deborah y Jeffrey                 | Gino Muñante y Creiven            | Karla Valentín y Carlos Antón     |
| Sábado 20 de octubre  | Claire Neyra y George Neyra       | Karla Valentín y Carlos Antón     | Karla Valentín y Carlos Antón     |
| Sábado 20 de octubre  | Karla Valentín y Carlos Antón     | Karla Valentín y Carlos Antón     | Karla Valentín y Carlos Antón     |

#### Semifinal (26 de octubre)
El día viernes 26 de octubre, los retadores clasificados a la etapa de semifinales se enfrentaron por la silla de las cuatro parejas finalistas, para definir a quienes pasarían a la gran ifnal del día sábado 27 de octubre. 
| Silla | Finalistas                       | Retadores                         | Clasificados a la final           |
| ----- | -------------------------------- | --------------------------------- | --------------------------------- |
| 1     | Alejandra Sánchez y Pedro Ibáñez | Luis Sánchez y Axel Barrios       | Alejandra Sánchez y Pedro Ibáñez  |
| 2     | Kathy y Kevin                    | Karla Valentín y Carlos Antón     | Karla Valentín y Carlos Antón     |
| 3     | Lisette Martell y Diego Alza     | Maru Piró y Lucas Piró            | Maru Piró y Lucas Piró            |
| 4     | Karla Valer y Daniel Agüero      | Derek Castañeda y Ángel Marroquín | Derek Castañeda y Ángel Marroquín |

#### Gran final (27 de octubre)
| Batalla         | Finalistas                       | Finalistas                        | Ganadores de la batalla       |
| --------------- | -------------------------------- | --------------------------------- | ----------------------------- |
| Primera batalla | Maru Piró y Lucas Piró           | Derek Castañeda y Ángel Marroquín | Maru Piró y Lucas Piró        |
| Primera batalla | Alejandra Sánchez y Pedro Ibáñez | Karla Valentín y Carlos Antón     |                               |
| Batalla final   | Maru Piro y Lucas Piró           | Karla Valentín y Carlos Antón     | Karla Valentín y Carlos Antón |